# Contea di Chilton
La contea di Chilton, in inglese Chilton County, è una contea dello Stato dell'Alabama, negli Stati Uniti. La popolazione al censimento del 2010 era di 43.643 abitanti. Il capoluogo di contea è Clanton.

## Geografia fisica
La contea si trova al centro dell'Alabama. Lo United States Census Bureau certifica che l'estensione della contea è di 1 815 km², di cui 1 797 km² composti da terra e i rimanenti 18 km² composti di acqua. La contea rientra nella pianura costiera del Golfo. Parte dell'angolo sud-occidentale della contea si trova all'interno della foresta nazionale di Talladega. Il fiume Coosa scorre lungo l'estremità orientale della contea e il suo affluente, il Waxahatchee Creek, attraversa l'area. Nel 1914 e nel 1922 l'Alabama Power Company costruì due dighe sul fiume Coosa, creando il Lay Lake e il Mitchell Lake.

### Contee confinanti
- Contea di Shelby - nord
- Contea di Coosa - est
- Contea di Elmore - sud-est
- Contea di Autauga - sud
- Contea di Dallas - sud-ovest
- Contea di Perry - ovest
- Contea di Bibb - ovest

## Storia
La contea di Chilton fu creata da un atto della Legislatura dello Stato dell'Alabama il 30 dicembre 1868, da alcune terre delle contee di Autauga, Bibb, Perry e Shelby. La contea fu originariamente chiamata Baker County (in onore di Alfred Baker, considerato il fondatore della città di Clanton). Dopo la guerra civile, Baker è stato il primo sindaco della città ed è entrato in conflitto con i cittadini dopo aver collaborato con politici locali repubblicani. Il 17 dicembre 1874 i cittadini di Clanton votarono per cambiare il nome della loro contea in Chilton, in onore di William P. Chilton, capo della Corte Suprema dell'Alabama e membro del Congresso provvisorio e regolare della Confederazione.
Nel 1902 l'avvocato di Montgomery e veterano della guerra civile Jefferson Manly Faulkner donò 80 acri di terra alla parte sudorientale di Chilton County come sito per l'Alabama Confederate Soldiers Home. Negli anni successivi alla Seconda guerra mondiale, la Contea di Chilton emerse come la principale area di coltivazione di pesche nello stato.

## Monumenti e luoghi d'interesse
Il Confederate Memorial Park, situato nella parte meridionale della contea, include due cimiteri e un museo che ospita uniformi, armi ed equipaggiamenti della guerra civile, oltre a molte reliquie.

## Società

### Evoluzione demografica
Abitanti censiti (migliaia)

Secondo il censimento del 2010 la composizione etnica della città è 84.1% bianchi, 9.7% neri, 0.4% nativi americani, 0.3% asiatici, e 1.2% di due o più etnie. Il 7.8% della popolazione è ispanica.

### Tradizioni e folclore
Ogni anno (dal 1952) si tiene a Clanton il Peach Festival.

## Cultura

### Istruzione
Il Chilton County School System attualmente impiega 440 insegnanti che guidano circa 7,000 studenti in 14 scuole. Inoltre, nella contea sono presenti due scuole private, frequentate da circa 250 studenti. Il George Wallace Community College gestisce un campus a Clanton.

## Comuni[11]
- Calera[12] - city
- Clanton (capoluogo) - city
- Jemison - city
- Maplesville - town
- Thorsby - town

## Economia
Dalla fine del XIX secolo l'industria più redditizia nella contea di Chilton è quella del legname. La contea hricevette una spinta economica nel 1914 e nel 1922 quando l'Alabama Power Company costruì i suoi primi due impianti idroelettrici, il Lay Dam e il Mitchell Dam, sul fiume Coosa. La produzione di pesche rimane un'importante industria nella contea di Chilton, ma l'area è nota anche per altre colture ortofrutticole, tra cui fragole, angurie e pomodori. Anche bovini, pollame, grano e cotone sono importanti dal punto di vista economico. La Thorsby Nursery è stata fondata nel 1937 dal Dipartimento dell'Agricoltura degli Stati Uniti per sviluppare nuovi impianti commerciali.

### Occupazione
La forza lavoro nell'attuale contea di Chilton è divisa tra le seguenti categorie professionali:
- Servizi educativi, assistenza sanitaria e assistenza sociale (15,2%)
- Produzione (15,0%)
- Costruzione (13,9%)
- Commercio al dettaglio (12,4%)
- Servizi professionali, scientifici, di gestione, amministrativi e di gestione dei rifiuti (6,9%)
- Trasporto, magazzinaggio e servizi di pubblica utilità (6,6%)
- Altri servizi, ad eccezione della pubblica amministrazione (6,2%)
- Finanza, assicurazioni, immobili, noleggio e leasing (5,9%)
- Arte, intrattenimento, ricreazione, alloggio e servizi di ristorazione (5,2%)
- Pubblica amministrazione (4,6%)
- Commercio all'ingrosso (4,3%)
- Agricoltura, silvicoltura, pesca, caccia ed estrattiva (2,7%)
- Informazioni (1,0%)

## Infrastrutture e trasporti

### Principali strade ed autostrade
Le principali vie di trasporto della contea sono:
- Interstate 65
- U.S. Highway 31
- U.S. Highway 82
- State Route 22

### Aeroporti
L'unico aeroporto pubblico della contea è il Gragg-Wade Field Airport.

## Amministrazione
Lo sceriffo della contea è John Shearon.